# محوطه هزار گورگان ۱
محوطه هزار گورگان ۱ مربوط به دوره اشکانیان است و در شهرستان سرباز، بخش سرباز، دهستان سرباز، ۵۰۰ متری شمال روستای کوه میتک واقع شده و این اثر در تاریخ ۲۷ اسفند ۱۳۸۶ با شمارهٔ ثبت ۲۲۶۳۴ به‌عنوان یکی از آثار ملی ایران به ثبت رسیده است.